# Pokémon Diamante Brillante y Pokémon Perla Reluciente
Pokémon Diamante Brillante (ポケットモンスター ブリリアントダイヤモンド Poketto Monsutaa buririanto daiyamondo?) y Pokémon Perla Reluciente (ポケットモンスター シャイニングパール Poketto Monsutaa shainingu paaru?) son un dúo de videojuegos de rol para la videoconsola hibrída Nintendo Switch. Fueron anunciados el 26 de febrero como parte del 25 aniversario de Pokémon junto a Leyendas Pokémon: Arceus. Son pertenecientes a la octava generación de la franquicia Pokémon; a su vez, son las nuevas versiones de Pokémon Diamante y Pokémon Perla, juegos de la cuarta generación, lanzados para la Nintendo DS en 2006. Son los primeros juegos de la saga principal desarrollados por ILCA y publicados por The Pokémon Company.

## Argumento
El juego se ambienta en la región de Sinnoh, al igual que en Pokémon Diamante y Pokémon Perla. Del mismo modo, la entrega sigue la historia y el desarrollo de estos juegos, además de que las rutas y poblados conservan el tamaño de los originales. El argumento sigue el objetivo tradicional de la franquicia: visitar la región y las diferentes zonas para lograr el título de Campeón de la Liga Pokémon.
Siguiendo los sucesos de los juegos originales, los Pokémon iniciales a escoger son Turtwig, Chimchar y Piplup. Dialga y Palkia son los Pokémon legendarios característicos de ambas entregas.

## Desarrollo y lanzamiento
Posiblemente el desarrollo de las nuevas versiones de Pokémon Diamante y Perla se filtró el 15 de enero de 2021, cuando se registró y publicó el subdominio del sitio web de Pokémon titulado «DiamondPearl». Poco después, dicho dominio se desconectó. El 26 de febrero de 2021, el día del Pokémon Presents del 25 aniversario de Pokémon, un usuario de Reddit llamado PatricalBrush12 afirmó que en la próxima transmisión en vivo se haría anuncio de las reediciones de Diamante y Perla titulados Diamante Brillante y Perla Reluciente junto a un videojuego de mundo abierto también ambientado en la región de Sinnoh, que posteriormente se revelaría como Leyendas Pokémon: Arceus. Ya durante la presentación, Diamante Brillante y Perla Reluciente fueron anunciados para la Nintendo Switch con un previo lanzamiento para el 19 de noviembre del 2021.
Las entregas fueron desarrolladas por ILCA bajo la supervisión de Game Freak. Yuichi Ueada, de ILCA, y el director de los juegos principales de la franquicia, Junichi Masuda, fueron los encargados de la dirección de los títulos. Como tal, Diamante Brillante y Perla Reluciente son los primeros de la serie principal de juegos de Pokémon que no son desarrollados directamente por Game Freak.

## Recepción
Pokémon Diamante Brillante y Pokémon Perla Reluciente recibió críticas de mixtas a positivas.